# Prywatny detektyw, czyli operacja „Kooperacja”
Prywatny detektyw, czyli operacja „Kooperacja” (tyt. oryg. Частный детектив, или Операция „Кооперация”) – radziecki film fabularny z 1990 roku, w reżyserii Leonida Gajdaja.

## Fabuła
Pod koniec lat 80. początkujący przedsiębiorca z Primorska Dimitrij Puzyriew otwiera biuro detektywistyczne, z pomocą przyjaciela, który prowadzi szalet miejski. Dimitrij zakochał się w Lenie - działającej incognito dziennikarce, piszącej o problemach półświatka. Pierwsze poważne zlecenie, które otrzymuje - śledzenie właściciela sklepu z zabawkami okazuje się bardziej niebezpieczne, niż przypuszczał.
Bohaterowie filmu śpiewają piosenki, na podstawie poezji Leonida Derbeniewa.

## Obsada
- Dmitrij Charatjan jako Dimitrij Puzyriew
- Spartak Miszulin jako Georgij Michajłowicz
- Irina Fieofanowa jako Lena
- Roman Madianow jako Wiktor
- Aleksandr Bielawski jako major Kronin
- Michaił Kokszenow jako Ambał
- Leonid Kurawliow jako redaktor
- Michaił Swietin jako Puchow
- Nina Grebeszkowa jako Anna Pietrowna
- Fiodor Pieriewierzew jako sierżant
- Jewgienij Żarikow jako profesor
- Siemion Farada jako Włoch
- Nikołaj Parfienow jako urzędnik
- Aleksiej Jakubow jako Szurik
- Władimir Drużnikow jako pasażer samolotu